# Lucija
Lucía (em esloveno: Lucija) é um pequeno bairro do município de Piran com 5.800 habitantes. É a maior aldeia de toda a Eslovénia que não tem o status de município autónomo.

## História
O nome originário do bairro era Santa Lucia
No dominio da República de Veneza no século XIII que duro quase 5 séculos   sempre permaneceu um fiel aliado dos Venezianos. Passo sob o control da Áustria conversando sua lingua, e sob da Itália no fim da primeira Guerra Mundial. 
Finalmente, após a Segunda Guerra Mundial, e  provisoriamente parte da zona B do território livre de Trieste somente em 1961, depois do Memorandum de Londrespassa a ser integrada na  República Socialista Federativa da Jugoslávia.e Santa Lucia passou a ser denominada somente como Lucia. O bilinguismo e respeitado até hoje apesar do quase completo êxodo dos moradores escapando do comunismo.
Enfim apos desintegração da mesma virou eslovena & recentemente integro a União Europeia.
trocando assim 4 vezes de nacionalidade em menos de 100 anos.